# Elitserien na żużlu (2006)
Elitserien 2006 to 26. sezon szwedzkiej Elitserien w sporcie żużlowym. Od 1982 Elitserien jest najwyższą klasą rozgrywkową szwedzkiej ligi. Sezon zasadniczy trwał między 2 maja a 5 września 2006. Play-offy odbyły się w dniach 12-28 września 2006. Tytułu nie obronił Västervik Speedway.

## Runda zasadnicza

### Wyniki rundy zasadniczej
| → GOŚCIE → ↓ GOSPODARZE ↓ | Sztokholm | Kumla | Målilla | Avesta | Motala | Hallstavik | Eskilstuna | Norrköping | Vetlanda | Västervik |
| Bajen Speedway Sztokholm  | ×         | 48:48 | 45:51   | 56:40  | 39:57  | 49:47      | 63:33      | 51:45      | 53:43    | 46:50     |
| Indianerna Kumla          | 57:39     | ×     | 39:57   | 51:45  | 49:47  | 51:44      | 56:40      | 53:43      | 43:53    | 38:58     |
| Luxo Stars Målilla        | 51:45     | 47:49 | ×       | 55:41  | 46:50  | 56:40      | 45:51      | 62:34      | 50:46    | 56:40     |
| Masarna Avesta            | 62:34     | 58:38 | 53:43   | ×      | 45:51  | 43:53      | 48:48      | 36:18      | 45:50    | 58:38     |
| Piraterna Motala          | 55:41     | 51:45 | 44:52   | 53:43  | ×      | 61:35      | 46:38      | 51:45      | 42:54    | 37:59     |
| Rospiggarna Hallstavik    | 44:52     | 51:45 | 48:47   | 51:45  | 39:57  | ×          | 46:50      | 57:39      | 48:47    | 49:47     |
| Smederna Eskilstuna       | 41:31     | 48:48 | 51:45   | 45:51  | 50:46  | 51:45      | ×          | 64:32      | 37:59    | 42:54     |
| Vargarna Norrköping       | 45:51     | 45:51 | 39:57   | 49:47  | 46:50  | 54:42      | 49:47      | ×          | 56:40    | 34:53     |
| VMS Elit Vetlanda         | 71:25     | 65:31 | 45:51   | 56:40  | 62:34  | 51:44      | 54:42      | 58:38      | ×        | 61:35     |
| Västervik Speedway        | 55:41     | 61:35 | 42:54   | 46:50  | 48:48  | 55:41      | 64:32      | 57:39      | 44:52    | ×         |

### Tabela po rundzie zasadniczej
| Msc | Drużyna                  | M. | Z. | R. | P. | Pkt | Bon | Razem | +/–  |
| --- | ------------------------ | -- | -- | -- | -- | --- | --- | ----- | ---- |
| 1   | VMS Elit Vetlanda        | 18 | 13 | 0  | 5  | 26  | 8   | 34    | +209 |
| 2   | Luxo Stars Målilla       | 18 | 12 | 0  | 6  | 24  | 8   | 32    | +123 |
| 3   | Piraterna Motala         | 18 | 11 | 1  | 6  | 23  | 6   | 29    | +44  |
| 4   | Västervik Speedway       | 18 | 10 | 1  | 7  | 21  | 6   | 27    | +93  |
| 5   | Indianerna Kumla         | 18 | 8  | 2  | 8  | 18  | 4   | 22    | -73  |
| 6   | Masarna Avesta           | 18 | 7  | 1  | 10 | 15  | 5   | 20    | +16  |
| 7   | Smederna Eskilstuna      | 18 | 7  | 2  | 9  | 16  | 3   | 19    | -72  |
| 8   | Bajen Speedway Sztokholm | 18 | 7  | 1  | 10 | 15  | 3   | 18    | -86  |
| 9   | Rospiggarna Hallstavik   | 18 | 7  | 0  | 11 | 14  | 2   | 16    | -77  |
| 10  | Vargarna Norrköping      | 18 | 4  | 0  | 14 | 8   | 0   | 8     | -177 |

M. – liczba meczów, Z. – liczba zwycięstw, R. – liczba remisów, P. – liczba porażek,
Pkt. – liczba punktów, Bon. – liczba bonusów, Razem – suma Pkt. i Bon.,
+/– – różnica między zdobytymi i straconymi punktami biegowymi.

## Play - off
Półfinały 1-3 / 2-4 (pierwsze mecze 12 września, rewanże 13 września) 

Piraterna Motala - VMS Elit Vetlanda 45:51 i 44:52

Luxo Stars Målilla - Västervik Speedway 48:48 i 40:56
Finał (pierwszy finał 26 września, rewanż 28 września) 

Västervik Speedway - VMS Elit Vetlanda 45:51 i 43:52

## Tabela końcowa sezonu 2006
| Miejsce | Zespół                   |
| 1       | VMS Elit Vetlanda        |
| 2       | Västervik Speedway       |
| 3       | Luxo Stars Målilla       |
| 4       | Piraterna Motala         |
| 5       | Indianerna Kumla         |
| 6       | Masarna Avesta           |
| 7       | Smederna Eskilstuna      |
| 8       | Bajen Speedway Sztokholm |
| 9       | Rospiggarna Hallstavik   |
| 10      | Vargarna Norrköping      |

## Klasyfikacja indywidualna
Uwaga! 

Minimalna liczba wyścigów - 37, oficjalne średnie biegowe nie uwzględniają bonusów oraz spotkań play-off
1. Nicki Pedersen – Bajen Speedway Sztokholm – 2,509
2. Leigh Adams – Masarna Avesta – 2,493
3. Greg Hancock – Rospiggarna Hallstavik – 2,286
4. Hans Niklas Andersen – Luxo Stars Målilla – 2,233
5. Wiesław Jaguś – Smederna Eskilstuna – 2,182
6. Jarosław Hampel – VMS Elit Vetlanda – 2,115
7. Jesper B. Jensen – Bajen Speedway Sztokholm – 2,093
8. Peter Karlsson – Luxo Stars Målilla – 2,076
9. Rune Holta – VMS Elit Vetlanda – 2,045
10. Andreas Jonsson – Luxo Stars Målilla – 2,026
11. Sebastian Ułamek – Västervik Speedway – 1,977
12. Ryan Sullivan – Piraterna Motala – 1,934
13. Lee Richardson – VMS Elit Vetlanda – 1,899
14. Janusz Kołodziej – Rospiggarna Hallstavik – 1,881
15. Tomasz Gollob – Västervik Speedway – 1,873
16. Piotr Protasiewicz – Indianerna Kumla – 1,859
17. Bjarne Pedersen – Västervik Speedway – 1,813
18. Jonas Davidsson – Rospiggarna Hallstavik – 1,810
19. Grzegorz Walasek – Piraterna Motala – 1,762
20. David Ruud – VMS Elit Vetlanda – 1,759
21. Todd Wiltshire – Västervik Speedway – 1,735
22. Scott Nicholls – Smederna Eskilstuna – 1,648
23. Chris Harris – Västervik Speedway – 1,646
24. Mark Loram – Piraterna Motala – 1,625
25. Matej Žagar – Vargarna Norrköping – 1,622
26. Peter Ljung – VMS Elit Vetlanda – 1,595
27. Kenneth Bjerre – Piraterna Motala – 1,582
28. Joe Screen – Vargarna Norrköping – 1,579
29. Antonio Lindbäck – Masarna Avesta – 1,575
30. Joonas Kylmäkorpi – Bajen Speedway Sztokholm – 1,560
31. Niels Kristian Iversen – Västervik Speedway – 1,541
32. Robert Kościecha – Piraterna Motala – 1,531
33. Matej Ferjan – Indianerna Kumla – 1,511
34. Magnus Zetterström – Indianerna Kumla – 1,500
35. Niklas Klingberg – Vargarna Norrköping – 1,494
36. Billy Hamill – Smederna Eskilstuna – 1,493
37. Fredrik Lindgren – Masarna Avesta – 1,484
38. Krzysztof Kasprzak – Smederna Eskilstuna – 1,480
39. Charlie Gjedde – Luxo Stars Målilla – 1,462
40. Robert Sawina – Smederna Eskilstuna – 1,440
41. Rafał Okoniewski – Indianerna Kumla – 1,407
42. Tomasz Jędrzejak – VMS Elit Vetlanda – 1,404
43. Karol Ząbik – Rospiggarna Hallstavik – 1,400
44. Mikael Max – Luxo Stars Målilla – 1,388
45. Stefan Andersson – Piraterna Motala – 1,350
46. Krzysztof Słaboń – Rospiggarna Hallstavik – 1,307
47. Roman Poważny – Indianerna Kumla – 1,298
48. Davey Watt – Vargarna Norrköping – 1,298
49. Henrik Gustafsson – Indianerna Kumla – 1,289
50. Tomasz Chrzanowski – Västervik Speedway – 1,286
51. Simon Stead – Masarna Avesta – 1,263
52. Kai Laukkanen – Indianerna Kumla – 1,250
53. Kim Jansson – Smederna Eskilstuna – 1,235
54. Daniel Nermark – Vargarna Norrköping – 1,222
55. Sebastian Aldén – Masarna Avesta – 1,188
56. Christian Hefenbrock – Luxo Stars Målilla – 1,174
57. Leigh Lanham – Vargarna Norrköping – 1,145
58. Travis McGowan – Rospiggarna Hallstavik – 1,134
59. Eric Andersson – Smederna Eskilstuna – 1,100
60. Freddie Eriksson – Bajen Speedway Sztokholm – 1,079
61. Adam Skórnicki – Bajen Speedway Sztokholm – 1,066
62. Daniel Davidsson – Piraterna Motala – 1,035
63. Stefan Dannö – Bajen Speedway Sztokholm – 1,029
64. Andreas Bergström – Vargarna Norrköping – 1,021
65. Andreas Messing – Rospiggarna Hallstavik – 0,957
66. Ricky Kling – Luxo Stars Målilla – 0,954
67. Tomas H. Jonasson – VMS Elit Vetlanda – 0,933

## Parada drużyn

### VMS Elit Vetlanda
| Zawodnicy         | M  | B  | Pkt | Śr/M bez bon. | Śr/M z bon. |
| ----------------- | -- | -- | --- | ------------- | ----------- |
| Jarosław Hampel   | 17 | 87 | 184 | 2,115         | 2,241       |
| Rune Holta        | 17 | 89 | 182 | 2,045         | 2,225       |
| Lee Richardson    | 16 | 78 | 150 | 1,899         | 2,114       |
| David Ruud        | 12 | 54 | 95  | 1,759         | 1,944       |
| Peter Ljung       | 18 | 84 | 134 | 1,595         | 1,786       |
| Tomasz Jędrzejak  | 13 | 57 | 80  | 1,404         | 1,667       |
| Tomas H. Jonasson | 18 | 60 | 56  | 0,933         | 1,150       |
| Niesklasyfikowani |    |    |     |               |             |
| Jason Crump       | 3  | 15 | 31  | 2,067         | 2,400       |
| Piotr Paluch      | 7  | 31 | 41  | 1,323         | 1,484       |
| Mattias Nilsson   | 2  | 10 | 11  | 1,100         | 1,200       |
| Stefan Ekberg     | 1  | 2  | 1   | 0,500         | 0,500       |
| Rafał Trojanowski | 2  | 7  | 2   | 0,286         | 0,429       |
| Niklas Larsson    | 1  | 1  | 0   | 0,000         | 0,000       |

### Västervik Speedway
| Zawodnicy              | M  | B  | Pkt | Śr/M bez bon. | Śr/M z bon. |
| ---------------------- | -- | -- | --- | ------------- | ----------- |
| Sebastian Ułamek       | 17 | 86 | 170 | 1,977         | 2,070       |
| Tomasz Gollob          | 13 | 63 | 118 | 1,873         | 2,048       |
| Bjarne Pedersen        | 16 | 80 | 145 | 1,813         | 2,088       |
| Todd Wiltshire         | 10 | 49 | 85  | 1,735         | 1,939       |
| Chris Harris           | 16 | 79 | 130 | 1,646         | 1,899       |
| Niels Kristian Iversen | 15 | 74 | 114 | 1,541         | 1,797       |
| Tomasz Chrzanowski     | 13 | 63 | 81  | 1,286         | 1,476       |
| Niesklasyfikowani      |    |    |     |               |             |
| Robert Miśkowiak       | 1  | 4  | 6   | 1,500         | 1,500       |
| Paweł Hlib             | 4  | 18 | 19  | 1,056         | 1,389       |
| Jörgen Hultgren        | 4  | 12 | 9   | 0,750         | 1,250       |
| Robert Johansson       | 6  | 19 | 14  | 0,737         | 0,895       |
| Billy Forsberg         | 7  | 10 | 7   | 0,700         | 0,800       |
| Benny Johansson        | 1  | 3  | 2   | 0,667         | 1,000       |
| Andreas Ljung          | 7  | 16 | 6   | 0,375         | 0,500       |

### Luxo Stars Målilla
| Zawodnicy            | M  | B  | Pkt | Śr/M bez bon. | Śr/M z bon. |
| -------------------- | -- | -- | --- | ------------- | ----------- |
| Hans Niklas Andersen | 17 | 90 | 201 | 2,233         | 2,400       |
| Peter Karlsson       | 18 | 92 | 191 | 2,076         | 2,304       |
| Andreas Jonsson      | 15 | 77 | 156 | 2,026         | 2,208       |
| Charlie Gjedde       | 16 | 78 | 114 | 1,462         | 1,654       |
| Mikael Max           | 18 | 85 | 118 | 1,388         | 1,600       |
| Christian Hefenbrock | 12 | 46 | 54  | 1,174         | 1,348       |
| Ricky Kling          | 18 | 65 | 62  | 0,954         | 1,123       |
| Niesklasyfikowani    |    |    |     |               |             |
| Tomáš Topinka        | 2  | 8  | 7   | 0,875         | 1,125       |
| Ulrich Oestergaard   | 5  | 18 | 12  | 0,667         | 0,722       |
| Robin Törnqvist      | 10 | 19 | 10  | 0,526         | 0,632       |

### Piraterna Motala
| Zawodnicy          | M  | B  | Pkt | Śr/M bez bon. | Śr/M z bon. |
| ------------------ | -- | -- | --- | ------------- | ----------- |
| Ryan Sullivan      | 18 | 91 | 176 | 1,934         | 2,088       |
| Grzegorz Walasek   | 17 | 84 | 148 | 1,762         | 1,905       |
| Mark Loram         | 18 | 88 | 143 | 1,625         | 1,852       |
| Kenneth Bjerre     | 12 | 55 | 87  | 1,582         | 1,782       |
| Robert Kościecha   | 18 | 81 | 124 | 1,531         | 1,654       |
| Stefan Andersson   | 9  | 40 | 54  | 1,350         | 1,600       |
| Daniel Davidsson   | 14 | 57 | 59  | 1,035         | 1,123       |
| Niesklasyfikowani  |    |    |     |               |             |
| Michał Szczepaniak | 8  | 34 | 45  | 1,364         | 1,606       |
| Damian Baliński    | 9  | 34 | 42  | 1,235         | 1,500       |
| Tomas Karlsson     | 5  | 8  | 2   | 0,250         | 0,375       |
| Kim Jansson        | 1  | 2  | 0   | 0,000         | 0,000       |

### Indianerna Kumla
| Zawodnicy          | M  | B  | Pkt | Śr/M bez bon. | Śr/M z bon. |
| ------------------ | -- | -- | --- | ------------- | ----------- |
| Piotr Protasiewicz | 16 | 78 | 145 | 1,859         | 1,974       |
| Matej Ferjan       | 18 | 90 | 136 | 1,511         | 1,761       |
| Magnus Zetterström | 18 | 88 | 132 | 1,500         | 1,761       |
| Rafał Okoniewski   | 18 | 86 | 121 | 1,407         | 1,581       |
| Roman Poważny      | 13 | 57 | 74  | 1,298         | 1,526       |
| Henrik Gustafsson  | 18 | 76 | 98  | 1,289         | 1,500       |
| Kai Laukkanen      | 14 | 56 | 70  | 1,250         | 1,446       |
| Niesklasyfikowani  |    |    |     |               |             |
| Simon Gustafsson   | 3  | 6  | 7   | 1,167         | 1,167       |
| Rory Schlein       | 9  | 35 | 40  | 1,143         | 1,371       |
| Ludvig Lindgren    | 2  | 4  | 4   | 1,000         | 1,250       |

### Masarna Avesta
| Zawodnicy           | M  | B  | Pkt | Śr/M bez bon. | Śr/M z bon. |
| ------------------- | -- | -- | --- | ------------- | ----------- |
| Leigh Adams         | 13 | 75 | 187 | 2,493         | 2,640       |
| Antonio Lindbäck    | 17 | 87 | 137 | 1,575         | 1,701       |
| Fredrik Lindgren    | 18 | 95 | 141 | 1,484         | 1,695       |
| Simon Stead         | 10 | 38 | 48  | 1,263         | 1,447       |
| Sebastian Aldén     | 18 | 85 | 101 | 1,188         | 1,318       |
| Niesklasyfikowani   |    |    |     |               |             |
| Tony Rickardsson    | 7  | 34 | 82  | 2,412         | 2,559       |
| Davey Watt          | 5  | 23 | 35  | 1,522         | 1,783       |
| Aleš Dryml          | 4  | 14 | 20  | 1,429         | 1,571       |
| Steve Johnston      | 4  | 19 | 22  | 1,158         | 1,421       |
| Oliver Allen        | 4  | 17 | 18  | 1,059         | 1,235       |
| Magnus Karlsson     | 1  | 3  | 3   | 1,000         | 1,000       |
| Lukáš Dryml         | 6  | 27 | 26  | 0,963         | 1,074       |
| Niklas Aspgren      | 7  | 23 | 22  | 0,957         | 1,130       |
| Robert Pettersson   | 4  | 4  | 2   | 0,500         | 0,500       |
| Robin Bergkvist     | 2  | 2  | 1   | 0,500         | 0,750       |
| Johan Liljegren     | 5  | 12 | 4   | 0,333         | 0,417       |
| Rikard Sedelius     | 1  | 3  | 1   | 0,333         | 0,333       |
| Sebastian Bengtsson | 1  | 1  | 0   | 0,000         | 0,000       |
| Fredrik Andersson   | 1  | 1  | 0   | 0,000         | 0,000       |

### 'Smederna Eskilstuna
| Zawodnicy          | M  | B  | Pkt | Śr/M bez bon. | Śr/M z bon. |
| ------------------ | -- | -- | --- | ------------- | ----------- |
| Wiesław Jaguś      | 16 | 88 | 192 | 2,182         | 2,295       |
| Scott Nicholls     | 14 | 71 | 117 | 1,648         | 1,845       |
| Billy Hamill       | 14 | 67 | 100 | 1,493         | 1,672       |
| Krzysztof Kasprzak | 10 | 50 | 70  | 1,480         | 1,640       |
| Robert Sawina      | 17 | 84 | 121 | 1,440         | 1,583       |
| Kim Jansson        | 11 | 51 | 63  | 1,235         | 1,471       |
| Eric Andersson     | 17 | 70 | 77  | 1,100         | 1,229       |
| Niesklasyfikowani  |    |    |     |               |             |
| Morten Risager     | 3  | 11 | 11  | 1,000         | 1,000       |
| David Howe         | 8  | 27 | 25  | 0,926         | 1,074       |
| Billy Janniro      | 3  | 13 | 10  | 0,769         | 1,000       |
| Linus Eklöf        | 7  | 9  | 6   | 0,667         | 0,778       |
| Andreas Lekander   | 7  | 24 | 14  | 0,583         | 0,750       |
| Robert Henderson   | 1  | 1  | 0   | 0,000         | 0,000       |

### Bajen Speedway Sztokholm
| Zawodnicy           | M  | B  | Pkt | Śr/M bez bon. | Śr/M z bon. |
| ------------------- | -- | -- | --- | ------------- | ----------- |
| Nicki Pedersen      | 15 | 81 | 203 | 2,506         | 2,543       |
| Jesper B. Jensen    | 8  | 43 | 90  | 2,093         | 2,233       |
| Joonas Kylmäkorpi   | 15 | 75 | 117 | 1,560         | 1,733       |
| Freddie Eriksson    | 17 | 76 | 82  | 1,079         | 1,303       |
| Adam Skórnicki      | 14 | 61 | 65  | 1,066         | 1,262       |
| Stefan Dannö        | 16 | 70 | 72  | 1,029         | 1,200       |
| Niesklasyfikowani   |    |    |     |               |             |
| Krzysztof Jabłoński | 3  | 16 | 29  | 1,813         | 2,000       |
| Tomasz Gapiński     | 6  | 33 | 52  | 1,576         | 1,758       |
| Kenny Olsson        | 6  | 24 | 32  | 1,333         | 1,375       |
| Gary Havelock       | 4  | 18 | 24  | 1,333         | 1,444       |
| Mariusz Węgrzyk     | 4  | 28 | 23  | 0,821         | 0,893       |
| Piotr Świderski     | 4  | 16 | 11  | 0,688         | 0,875       |
| Jonas Davidsson     | 2  | 10 | 6   | 0,600         | 0,800       |
| Robert Pettersson   | 3  | 8  | 3   | 0,375         | 0,500       |
| Kim Nilsson         | 4  | 8  | 0   | 0,000         | 0,000       |
| Rafał Szombierski   | 1  | 3  | 0   | 0,000         | 0,000       |

### Rospiggarna Hallstavik
| Zawodnicy          | M  | B  | Pkt | Śr/M bez bon. | Śr/M z bon. |
| ------------------ | -- | -- | --- | ------------- | ----------- |
| Greg Hancock       | 18 | 98 | 224 | 2,286         | 2,408       |
| Janusz Kołodziej   | 9  | 42 | 79  | 1,881         | 2,095       |
| Jonas Davidsson    | 12 | 63 | 114 | 1,810         | 1,937       |
| Karol Ząbik        | 14 | 65 | 91  | 1,400         | 1,583       |
| Krzysztof Słaboń   | 16 | 75 | 98  | 1,307         | 1,480       |
| Travis McGowan     | 18 | 82 | 93  | 1,134         | 1,268       |
| Andreas Messing    | 16 | 69 | 66  | 0,957         | 1,058       |
| Niesklasyfikowani  |    |    |     |               |             |
| Sam Ermolenko      | 5  | 17 | 17  | 1,000         | 1,000       |
| Adrian Miedziński  | 1  | 3  | 3   | 1,000         | 1,000       |
| Marcin Rempała     | 7  | 26 | 24  | 0,923         | 0,962       |
| Mariusz Staszewski | 3  | 12 | 3   | 0,583         | 0,583       |
| Linus Jansson      | 7  | 18 | 6   | 0,333         | 0,500       |
| David Hillborg     | 4  | 7  | 1   | 0,143         | 0,286       |
| Jonas Messing      | 1  | 2  | 0   | 0,000         | 0,000       |
| Andreas Westlund   | 1  | 1  | 0   | 0,000         | 0,000       |

### Vargarna Norrköping
| Zawodnicy            | M  | B  | Pkt | Śr/M bez bon. | Śr/M z bon. |
| -------------------- | -- | -- | --- | ------------- | ----------- |
| Matej Žagar          | 15 | 74 | 120 | 1,622         | 1,770       |
| Joe Screen           | 16 | 76 | 120 | 1,579         | 1,684       |
| Niklas Klingberg     | 17 | 85 | 127 | 1,494         | 1,588       |
| Davey Watt           | 10 | 47 | 61  | 1,298         | 1,468       |
| Daniel Nermark       | 11 | 45 | 55  | 1,222         | 1,400       |
| Leigh Lanham         | 14 | 55 | 63  | 1,145         | 1,309       |
| Andreas Bergström    | 13 | 48 | 49  | 1,021         | 1,271       |
| Niesklasyfikowani    |    |    |     |               |             |
| Krzysztof Buczkowski | 2  | 10 | 17  | 1,700         | 1,800       |
| Adam Shields         | 7  | 33 | 47  | 1,424         | 1,515       |
| Andre Compton        | 6  | 27 | 36  | 1,333         | 1,519       |
| Emil Linqvist        | 2  | 7  | 8   | 1,143         | 1,714       |
| Kenny Olsson         | 4  | 16 | 17  | 1,063         | 1,438       |
| Dean Barker          | 3  | 14 | 14  | 1,000         | 1,429       |
| David Norris         | 4  | 14 | 12  | 0,857         | 1,286       |
| Viktor Bergstroem    | 6  | 9  | 4   | 0,444         | 0,556       |
| Paul Hurry           | 1  | 2  | 0   | 0,000         | 0,000       |